# Franz-Miltenberger-Gymnasium
Das Franz-Miltenberger-Gymnasium ist ein 1924 gegründetes Gymnasium im bayerischen Staatsbad Bad Brückenau. Träger der Bildungseinrichtung ist der Landkreis Bad Kissingen. Das Gymnasium wurde auf Initiative des römisch-katholischen Priesters Franz Miltenberger errichtet und später nach ihm benannt.

## Bildungsangebot und Schwerpunkte
Als vergleichsweise kleine Bildungseinrichtung möchte das Franz-Miltenberger-Gymnasium seinen Schülerinnen und Schülern ein möglichst breites Bildungsangebot eröffnen. Schwerpunkte bilden der naturwissenschaftlich-technische sowie der sprachliche Bereich. Neben dem Pflichtunterricht und dem klassischen Wahlunterricht (Chor, Orchester, Theatergruppen) existieren besondere fachspezifische Zusatzangebote wie beispielsweise Englische Konversation, Spanisch, Film-AG, die FMG-Imkerei oder der Maker-Space. Darüber hinaus hat sich das Gymnasium zum Ziel gesetzt, die Persönlichkeitsentwicklung in möglichst differenzierter Weise zu fördern.

## Geschichte
Die Schule wurde 1924 gegründet und 1950 baulich erweitert. Im Jahr 2014 wurden Feierlichkeiten zum 90-jährigen Bestehen der Schule sowie des Schulvereins begangen. Im Sommer 2024 feierte das Gymnasium sein 100-jähriges Jubiläum.

## Bekannte Schüler
- Ewald Wegner (1954–2010), Kunsthistoriker und Denkmalpfleger
- Kay-Achim Schönbach (* 1965), Vizeadmiral a. D. der Deutschen Marine